# Amegilla kuleni
Amegilla kuleni es una especie de abeja excavadora perteneciente al género Amegilla, categorizada en la tribu Anthophorini, de la subfamilia Apinae.
Fue descrita científicamente por el sudafricano Connal D. Eardley en 1994. Aparece registrada y publicada en una sección de Entomology Memoir, Department of Agricultural Development, Republic of South Africa, No. 91 de 1994.

## Distribución
Se distribuye por varios países del continente africano, entre ellos, Mozambique, Namibia, Sudáfrica y Kenia.